# Символ ACK
В телекомунікації, символ підтвердження ACK (англ. acknowledge) є символом управління передачею, що передається приймальною станцією як підтвердження, тобто ствердна відповідь, на передавальну станцію, можливо, у відповідь на передачу передавальною станцією сигналу запиту ENQ (Enquiry). Якщо пакет не був прийнятий правильно, приймальний пристрій повинен відправити NAK (NEGATIVE acknowledge). Двійковий синхронний зв'язок (Binary Synchronous Communication) не використовує один ACK символ, але має два керівні символи для 
альтернативного парного/непарного блоку підтвердження. 
У коді ASCII, ACK символ : 6 (в десятковій системі), або ^F.
 
Номер в Unicode: U+0006

HTML-код: &#6.

АСК також використовується як сленг-абревіатура в інтернет-форумах і чатах для «Підтверджено».

## Достовірність даних при Internet-зв'язку
Протокол TCP повинен мати захист від руйнування даних, втрати, дублювання і порушення черговості отримання, що викликаються комунікаційною системою Internet. Це досягається присвоєнням чергового номера кожному переданому октету, а також вимогою підтвердження (ACK) від програми TCP, яка приймає дані. Якщо підтвердження не отримано в перебігу контрольного інтервалу часу, то дані посилаються повторно. З боку одержувача номери черги використовуються для відновлення черговості сегментів, які можуть бути отримані в неправильному порядку, а також для обмеження можливості появи дублікатів.
Пошкодження фіксуються за допомогою додавання до кожного переданому сегменту контрольної суми, перевірки її при отриманні та подальшої ліквідації дефектних сегментів.
До тих пір, поки програми протоколу TCP продовжують функціонувати коректно, а система Internet не розвалилася повністю на складові частини, помилки пересилання не впливатимуть на правильне отримання даних. Протокол TCP захищає від помилок комунікаційної системи Internet.